# Мария Флория
Мария Флория (на гръцки: Μαρία Φλωριά) e гръцка просветна деятелка и революционерка от Македония.

## Биография
Родена е в Сяр. Сестра е на военния и революционер Димостенис Флориас. Учи в женското училище в Сяр и е назначена за гръцка учителка в Горни Порой, където развива дейност в подкрепа на гръцката въоръжена пропаганда. Заедно с майка си са едни от най-дейните сътрудници на гръцкото консулство в Сяр в координацията на гръцката революционна дейност в Сярско.